# Villaragunte
Villaragunte (llamada oficialmente Santa María de Vilaragunte) es una parroquia y una aldea española del municipio de Paradela, en la provincia de Lugo, Galicia.

## Otras denominaciones
La parroquia también es conocida por el nombre de Santa María de Villaragunte.

## Organización territorial
La parroquia está formada por once entidades de población, constando nueve de ellas en el nomenclátor del Instituto Nacional de Estadística español:
- Casanova (A Casanova)
- Cimadevila
- Igrexa (A Eirexe)
- Ferradás
- Guyán (Güián)
- Loureiro
- O Gandarón
- Teibade
- Teicide
- Vilar (Vilar de Aldixe)
- Villaragunte (Vilaragunte)

## Demografía

### Parroquia
| Gráfica de evolución demográfica de Villaragunte (parroquia) entre 2000 y 2020 |
|                                                                                |
| Datos según el nomenclátor publicado por el INE.                               |

### Aldea
| Gráfica de evolución demográfica de Villaragunte (aldea) entre 2000 y 2020 |
|                                                                            |
| Datos según el nomenclátor publicado por el INE.                           |